# Mizolastine
La mizolastine est un antihistaminique H1.
Commercialisée en Belgique sous le nom de Mizollen, comprimés contenant 10 mg de mizolastine. Elle est utilisée dans le traitement symptomatique de la rhinoconjonctivite allergique saisonnière, perannuelle et l'urticaire. La dose recommandée est de 10 mg en une prise dès 12 ans.
Elle inhibe aussi la libération d'histamine par les mastocytes et la migration des neutrophiles chez le modèle animal.

## Sels et dérivés
- métilsulfate de méfenidramium
- diphenhydramine méthylsulfomethylate
- méthylsulfomethylate de diphenhydramine
- métilsulfate de méfenidramium
- méfenidramium métilsulfate
- amoxydramine camsilate
- di(acéfylline)diphenhydramine
- dimenhydrinate
- diphenhydramine chlorhydrate
- diphenhydramine mesilate